# Щербак, Григорий Михайлович
Григорий Михайлович Щербак (23 января 1912, Сребнянский район — 19 февраля 1984, Кишинёв) — советский военачальник, участник боёв на Халхин-Голе и Великой Отечественной войны, генерал-лейтенант (1961). Делегат XXII съезда.

## Биография
Григорий Михайлович Щербак родился 23 января 1912 г. в с. Карпиловка Березовской волости Прилукского уезда Полтавской губернии (ныне село в Сребнянском районе Черниговской области, Украина). Украинец. Член КПСС.

### Межвоенное время
В РККА призван 9 октября (или 15 ноября?) 1934 г. Талалаевским РВК Черниговской области. С октября 1934 года — командир отделения в полковой школе 21-го стрелкового полка. В августе 1939 направлен на Дальний Восток в распоряжение 1-й армейской группы. Командиром стрелковой роты 210-го мотострелкового полка участвовал в боях на реке Халхин-Гол 1939. В 1939 году окончил Московское пехотное училище. С ноября 1940 года — адъютант старший батальона 210-го мотострелкового полка (МНР).

### Великая Отечественная война
С 7 августа 1941 г. — и.д. пом. начальника штаба 210-го мотострелкового полка. В октябре направлен на Западный фронт и в составе 5-й армии участвовал в Можайско-Малоярославецкой и Наро-Фоминской оборонительных, Клинско-Солнечногорской и Ржевско-Вяземской наступательных операциях. С марта 1942 г. — пом. начальника оперативного отделения штаба 3-й гв. мотострелковой дивизии. С января 1943 г. — начальник штаба 5-го гв. мотострелкового полка и в составе 29-й, с февраля — 5-й армий Западного фронта участвовал в Ржевско-Вяземской операции 1943. С 1 апреля 1943 г. — начальник 1-го (оперативного) отделения 3-й гв. мотострелковой дивизии. Воевал в составе 7-го гв. стрелкового корпуса. С сентября 1943 г. — начальник штаба 16-й гв. механизированной бригады. С весны 1944 г. она в составе войск 1-го Украинского фронта участвовала в Проскуровско-Черновицкой, затем в Львовско- Сандомирской, с января 1945 — в Сандомирско-Силезской операциях. С 1 февраля 1945 г. — врид командира 16-й гв. механизированной бригады, с прибытием вновь назначенного командира вернулся на должность начальника штаба. Участвовал в Нижнесилезской и Верхнесилезской операциях. С 1 апреля 1945 вступил в командование бригадой. Участвовал в Берлинской и Пражской операциях.

### Послевоенная карьера
С июня 1945 г. — командир 16-го гв. механизированного полка (переформирован из бригады, Центральная ГВ). С июля 1946 г. — начальник штаба 7-й гв. механизированной дивизии (позднее — 7-й гв. механизированный кадровый полк). АКУОС при ВА БТиМВ (1948). С ноября 1948 г. — начальник штаба 7-й гв. механизированной дивизии. ВВА (1951). С мая 1952 г. — командир 8-й механизированной дивизии (Белорусский ВО). С ноября 1956 г. — 1-й зам. начальника Управления боевой подготовки Белорусского ВО. С мая 1958 года — первый заместитель командующего 28-й армией Белорусского военного округа. С мая 1960 по май 1969 года — командующий 14-й гвардейской общевойсковой армией Одесского военного округа. ВАК при ВАГШ (1968). С мая 1969 г. — военный специалист при командующем войсками военного округа Национальной армии ГДР. Уволен в запас 16 октября 1972 г.
Умер 19 февраля 1984 года в городе Кишинёве. Похоронен на центральном кладбище

## Воинские звания
- полковник;
- генерал-майор танковых войск (31.05.1954)[2];
- генерал-лейтенант (09.05.1961)[1]

## Награды
- четыре ордена Красного Знамени (20.04.1943, 05.02.1945, 26.10.1955, 22.02.1968);
- орден Суворова II степени (27.06.1945);
- орден Александра Невского (17.05.1944);
- Орден Отечественной войны I степени (26.12.1944);
- два ордена Красной Звезды (28.03.1942, 15.11.1950);
- медали: «За боевые заслуги» (03.11.1944), «За оборону Москвы» (01.05.1944), «За победу над Германией в ВОВ 1941—1945 гг.» (09.05.1945), «За взятие Берлина» (09.06.1945), «30 лет Советской Армии и Флота» (1948), «40 лет Вооруженных Сил СССР» (1957), «20 лет Победы в Великой Отечественной войне 1941—1945 г.» (1965), «50 лет Вооруженных Сил СССР» (1967), «За воинскую доблесть. В ознаменование 100-летия со дня рождения Владимира Ильича Ленина» (1970).